# ジョーダン・EJ11
ジョーダン・EJ11 (Jordan EJ11) は、ジョーダン・グランプリが2001年のF1世界選手権参戦用に開発したフォーミュラ1カー。

## 開発の背景
マイク・ガスコインら技術陣が大量離脱した後、アロウズから空力専門家のエグバル・ハミディが加入。完走率が50%以下と低かった前作EJ10からの巻き返しを図った。
規定変更により、車体中央500mmより外側のフロントウィングの地上高が50mm引き上げられた。ジョーダンは中央と外側の間に段差をつくり、ハの字型に大きく開いた2本のウィングステーで吊るすというデザインを選択した。一段高く尖ったノーズを装着し、その結果、蜂が描かれていたEJ10と変わって鮫（シャークマウス）が描かれることとなった）。
最も大きな変化は3年間使用してきた無限ホンダエンジンに代わって、ワークス仕様のホンダエンジンが搭載されたことであった。ギアボックスは6速ギアに変えて7速ギア化された。

## シーズン
シーズン前のテストでは好タイムを連発し、チームのエースドライバーであるハインツ＝ハラルド・フレンツェンは今までドライブした中でベストの車だ、チャンピオンにもなれると語った。ヤルノ・トゥルーリも同様に車に好印象を持った。多くがフェラーリ、マクラーレンに次いでチャンピオンシップを争うことになるだろうと予測した。
しかし開幕直前にエンジニアの大量離脱があり、予選では上位グリッドを獲得しながらも決勝では戦略ミスやマシントラブルで入賞を逃すケースが多く見られた。さらにドイツGP直前に突然フレンツェンが解雇され、代役としてテストドライバーのリカルド・ゾンタを2戦で起用後、プロストを離脱したジャン・アレジが加入するなど、ドライバー面においてもゴタゴタが相次いだ。
結局この年はタイトル争いに加わる事はおろか、表彰台すら手が届かずに終わった。また、チームとホンダの関係から翌年のシートに佐藤琢磨を乗せる事が決定し、それに伴いアレジはこのシーズンを以ってF1から引退した。

## F1における全成績
(key) （太字はポールポジション）
| 年     | チーム     | エンジン   | タイヤ | ドライバー   | 1   | 2   | 3   | 4   | 5   | 6   | 7   | 8   | 9   | 10  | 11  | 12  | 13  | 14  | 15  | 16  | 17  | ポイント | 順位 |
| ------ | ---------- | ---------- | ------ | ------------ | --- | --- | --- | --- | --- | --- | --- | --- | --- | --- | --- | --- | --- | --- | --- | --- | --- | -------- | ---- |
| 2001年 | ジョーダン | ホンダ V10 | B      |              | AUS | MAL | BRA | SMR | ESP | AUT | MON | CAN | EUR | FRA | GBR | GER | HUN | BEL | ITA | USA | JPN | 19       | 5位  |
| 2001年 | ジョーダン | ホンダ V10 | B      | フレンツェン | 5   | 4   | 11  | 6   | Ret | Ret | Ret | Inj | Ret | 8   | 7   |     |     |     |     |     |     | 19       | 5位  |
| 2001年 | ジョーダン | ホンダ V10 | B      | ゾンタ       |     |     |     |     |     |     |     | 7   |     |     |     | Ret |     |     |     |     |     | 19       | 5位  |
| 2001年 | ジョーダン | ホンダ V10 | B      | アレジ       |     |     |     |     |     |     |     |     |     |     |     |     | 10  | 6   | 8   | 7   | Ret | 19       | 5位  |
| 2001年 | ジョーダン | ホンダ V10 | B      | トゥルーリ   | Ret | 8   | 5   | 5   | 4   | DSQ | Ret | 11  | Ret | 5   | Ret | Ret | Ret | Ret | Ret | 4   | 8   | 19       | 5位  |

## 参照
1. ↑  “Buzzin Hornets logo replaced by shark at Jordan”. Grandprix.com. (2001年1月17日) 2007年1月20日閲覧。
2. ↑  “Michael's sad day”. Grandprix.com. (2001年3月4日) 2007年1月20日閲覧。